# Casey Affleck
Caleb Casey Affleck (Falmouth (Massachusetts), 12 augustus 1975) is een Amerikaans acteur. Hij won in 2017 een Golden Globe en een Oscar voor beste acteur voor zijn vertolking van Lee Chandler in de dramafilm Manchester by the Sea. Hij werd eerder al genomineerd voor onder meer een Academy Award en een Golden Globe voor zijn rol in The Assassination of Jesse James by the Coward Robert Ford. Hij kreeg diverse andere filmprijzen ook daadwerkelijk toegekend, zoals de prijs voor doorbraak van het jaar van het Hollywood Film Festival, een Satellite Award en een National Board of Review Award.
Affleck is een jongere broer van acteur en regisseur Ben Affleck.

## Biografie
Affleck studeerde natuurkunde aan de Columbia University. Tijdens zijn studentenperiode woonde hij bij zijn grootmoeder in Manhattan. Daarna verhuisde hij naar Toronto, naar hetzelfde gebouw waar acteur Joaquin Phoenix woont.
In 1997 speelde Affleck tweemaal samen met zijn broer Ben in een film: in Chasing Amy en Good Will Hunting. Twee jaar later speelden ze andermaal samen in 200 Cigarettes. Affleck trouwde in 2006 met actrice Summer Phoenix, de zus van Joaquin. Samen kregen ze twee zoons, geboren in 2004 en in 2007. Hun oudste zoon werd in 2004 in Amsterdam geboren, tijdens de opnamen van Ocean's Twelve.
In 2007 speelde hij de hoofdrol in Gone Baby Gone, de eerste langspeelfilm van zijn broer Ben als regisseur.

## Filmografie
- To Die For (1995) - Russel Hines
- Race the Sun (1996) - Daniel Webster
- Chasing Amy (1997) - Little kid
- Good Will Hunting (1997) - Morgan O'Mally
- Desert Blue (1998) - Pete Kepler
- 200 Cigarettes (1999) - Tom
- Floating (1999) - Prep #1
- American Pie (1999, niet op de aftiteling) - Tom Myers
- Drowning Mona (2000) - Bobby Calzone
- Committed (2000) - Jay
- Hamlet (2000) - Fortinbras
- Attention Shoppers (2000) - Jed
- Ocean's Eleven (2001) - Virgil Malloy
- American Pie 2 (2001) - Tom Myers
- Soul Survivors (2001) - Sean
- Gerry (2002) - Gerry
- Ocean's Twelve (2004) - Virgil Malloy
- Lonesome Jim (2005) - Jim
- The Last Kiss (2006) - Chris
- Ocean's Thirteen (2007) - Virgil Malloy
- The Assassination of Jesse James by the Coward Robert Ford (2007) - Robert Ford
- Gone Baby Gone (2007) - Patrick Kenzie
- The Killer Inside Me (2010) - Lou Ford
- I'm Still Here (2010) - Casey Affleck
- WWII in HD: The Air War (2010) - Joe Armanini (stem)
- Tower Heist (2011) - Charlie Gibbs
- The Kind One (2012) - Danny Landon
- ParaNorman (2012) - Mitch, the jock
- Ain't Them Bodies Saints (2013) - Bob Muldoon
- Out of the Furnace (2013) - Rodney Baze jr.
- Interstellar (2014) - Tom
- Manchester by the Sea (2016) - Lee Chandler
- The Finest Hours (2016) - Ray Sybert
- Triple 9 (2016) - Chris Allen
- A Ghost Story (2017) - C
- The Old Man & the Gun (2018) - John Hunt
- Light of My Life (2019) - Vader van Rag
- Oppenheimer (2023) - Boris Pash